# Marvin Vettori
Marvin Vettori (Trento, 20 settembre 1993) è un artista marziale misto italiano.
Combatte per la promotion statunitense Ultimate Fighting Championship (UFC) nella categoria dei pesi medi. Quarto lottatore italiano a competervi, nonché atleta italiano più giovane a debuttarvi, è stato anche il primo italiano a combattere in un incontro principale dell'organizzazione (UFC Vegas 16) e il primo a combattere per il titolo di campione del mondo (UFC 263).
È il contendente numero 13 nella graduatoria dei pesi medi UFC.

## Biografia
Nato il 20 settembre 1993 a Trento e cresciuto a Mezzocorona, si appassiona alle discipline da combattimento sin da bambino. L'interessamento per le arti marziali miste nasce quando ha l'occasione di vedere alcuni incontri dell'organizzazione Pride.
Dopo il diploma si trasferisce a Londra, dove inizia ad allenarsi presso la palestra London Shootfighters. Per guadagnarsi da vivere, affianca ai duri allenamenti l'occupazione di buttafuori in vari locali della città.

## Stile di combattimento
Vettori è un lottatore completo, abile sia nella lotta a terra sia in piedi. Cintura marrone di jiu jitsu brasiliano ed esperto di pugilato, unisce alle proprie capacità un ampio bagaglio di tecniche di sottomissione. In definitiva ha uno stile di combattimento privo di significative lacune, risultando inoltre molto abile nell'incassare e resistere alle finalizzazioni avversarie.

## Carriera nelle arti marziali miste

### Gli inizi (2012-2016)
Il debutto professionale di Vettori risale al 21 luglio 2012, a 18 anni, perdendo per decisione unanime contro il connazionale Alessandro Grandis. I mesi successivi, dopo il trasferimento a Londra, inizia a combattere per l'organizzazione inglese Ultimate Challenge MMA. Seguono 5 vittorie consecutive (prima del limite) e una sconfitta contro Bill Beaumont.
Nel 2014 viene messo sotto contratto dalla promotion italiana Venator FC dove vincerà tutti gli incontri disputati fino a conquistare, il 30 maggio 2015, la cintura di campione dei pesi medioleggeri.

### UFC (2016-presente)

#### Primi incontri (2016-2021)
Nel giugno 2016 Vettori firma un contratto per entrare a far parte della federazione statunitense UFC. Per la sua preparazione il lottatore di Mezzocorona si reca in California e comincia ad allenarsi presso la Kings MMA, considerata tra le migliori palestre statunitensi; qui è supervisionato dal maestro Rafael Cordeiro, già preparatore di diversi nomi di spicco.
Vettori debutta il 20 agosto seguente all'evento UFC 202 contro il brasiliano Alberto Uda, diventando il più giovane italiano di sempre a esordire per la promozione; dopo una lunga fase di lotta a terra, Vettori si aggiudica la vittoria tramite sottomissione già nella prima ripresa.
Il 30 dicembre 2016 affronta Antônio Carlos Júnior all'evento UFC 207, venendo sconfitto per decisione unanime (29-28, 29-28, 29-28) al termine delle tre riprese.
Il 25 giugno 2017 affronta il brasiliano Vitor Miranda a UFC 112, vincendo per decisione unanime (30-27, 29-28, 30-27) dopo aver dominato per tutto l'incontro. Il 30 dicembre dello stesso anno, invece, ottiene il primo pareggio in carriera, contro Omari Akhmedov.
Il 14 aprile 2018 perde, per decisione non unanime (29-28, 28-29, 28-29), contro Israel Adesanya.
Successivamente rimane fermo 6 mesi a causa di una squalifica dovuta all'assunzione involontaria di ostarina. Torna a combattere nel 2019, ottenendo due vittorie per decisione unanime (30-27, 30-27, 30-27): la prima ad UFC 155 contro Cézar Ferreira, la seconda contro Andrew Sanchez.
Il 13 giugno 2020 combatte e vince per sottomissione contro Karl Roberson, portando il suo bilancio complessivo nelle arti marziali miste a 15 vittorie, 4 sconfitte e 1 pareggio.
Il 5 dicembre seguente viene scelto come avversario di Jack Hermansson per UFC Vegas 16, risultando così essere il primo italiano nella storia a partecipare ad un evento principale della più importante promozione al mondo. L'incontro, premiato come Fight of the Night, si conclude con la vittoria di Vettori per decisione unanime (49-46, 49-46, 49-45). In seguito a tale risultato, il lottatore italiano sale alla posizione numero 5 della classifica dei pesi medi, miglior risultato di sempre per un italiano in UFC.

#### L'affermazione (2021-presente)
Nel 2021 Vettori viene inserito tra le Rising Star UFC, ovvero una lista dei combattenti più promettenti che militano nell'organizzazione.
Il 10 aprile, all'evento UFC Vegas 23, affronta Kevin Holland  in un incontro dominato e vinto per decisione unanime (50-44, 50-44, 50-44). Nel corso dell'incontro mette a segno ben 11 atterramenti, ottenendo il primato assoluto nella categoria dei pesi medi. A seguito della vittoria, inoltre, sale al 3º posto nella graduatoria UFC di categoria, migliorando ulteriormente il record già stabilito contro Hermansson.
Due settimane dopo viene annunciato, per UFC 263, il match contro il campione dei pesi medi Israel Adesanya, previsto per il 12 giugno successivo. Da tale evento, tuttavia, l'italiano esce sconfitto per decisione unanime (50-45, 50-45, 50-45) al termine delle cinque riprese.
Il 3 agosto 2021 viene annunciato l'incontro tra Vettori e il numero 2 del ranking pesi medi Paulo Costa come main event della UFC Fight Night del 23 ottobre 2021. A pochi giorni dall'evento l'atleta brasiliano fa sapere di non riuscire a rientrare nella categoria di peso, accordandosi dunque per un incontro catchweight al limite delle 205 libbre (pesi mediomassimi). L'incontro viene vinto da Vettori per decisione unanime (48-46, 48-46, 48-46). Dopo il successo sale al 2º posto nella graduatoria UFC dei pesi medi, migliorando ancora il record stabilito contro Holland.
Il 31 maggio 2022 viene ufficializzato l'incontro tra Vettori e l'ex campione del mondo dei pesi medi Robert Whittaker. Il match si tiene il 3 settembre dello stesso anno alla Accor Arena di Parigi, in Francia, e vede trionfare il lottatore australiano per decisione unanime al termine dei tre round previsti (30-27, 30-27, 29-28).
L'11 gennaio 2023, dopo 7 anni, Vettori annuncia il passaggio dalla palestra Kings MMA alla Xtreme Couture di Las Vegas. Il 18 marzo successivo vince per decisione unanime (29-28, 29-28, 30-27) contro l'atleta georgiano Roman Dolidze a UFC 286. Il 20 aprile 2023 il presidente Dana White annuncia l'incontro tra Vettori e il numero 4 dei ranking Jared Cannonier per il 17 giugno successivo; il match viene vinto, dopo aver messo a segno il maggior numero di colpi significativi nella storia della divisione dei pesi medi (241), dall'atleta statunitense per decisione unanime (49–45, 49–45, 48–46) e conferma, nonostante la sconfitta, la capacità da incassatore dell'italiano.
Il 14 novembre 2023, dopo appena 10 mesi dall'ultimo cambio di team, passa all'American Top Team. Il 3 gennaio 2024 viene annunciato l'incontro contro il numero 8 della graduatoria Brendan Allen come main event della UFC Fight Night del 6 aprile successivo, match poi annullato per un infortunio dell'atleta italiano. Il 15 marzo 2025, dopo quasi due anni di stop dovuti all'infortunio alla spalla e conseguente intervento chirurgico, combatte nuovamente contro Roman Dolidze perdendo ai punti. Il 19 luglio 2025 si disputa a New Orleans l'incontro precedentemente annullato con Allen, match che si decide ai punti in favore dell'atleta statunitense.

## Risultati nelle arti marziali miste
| Risultato | Record | Avversario               | Metodo                                     | Evento                                       | Data             | Round | Tempo | Città                      | Note |
| --------- | ------ | ------------------------ | ------------------------------------------ | -------------------------------------------- | ---------------- | ----- | ----- | -------------------------- | --- |
| Sconfitta | 19-9-1 | Brendan Allen            | Decisione (unanime)                        | UFC 318                                      | 19 luglio 2025   | 3     | 5:00  | New Orleans, Stati Uniti   | Fight of the Night. |
| Sconfitta | 19-8-1 | Roman Dolidze            | Decisione (unanime)                        | UFC Fight Night: Vettori vs Dolidze 2        | 15 marzo 2025    | 5     | 5:00  | Las Vegas, Stati Uniti     | |
| Sconfitta | 19-7-1 | Jared Cannonier          | Decisione (unanime)                        | UFC on ESPN: Vettori vs. Cannonier           | 17 giugno 2023   | 5     | 5:00  | Las Vegas, Stati Uniti     | Fight of the Night. |
| Vittoria  | 19-6-1 | Roman Dolidze            | Decisione (unanime)                        | UFC 286: Edwards vs. Usman 3                 | 18 marzo 2023    | 3     | 5:00  | Londra, Regno Unito        | |
| Sconfitta | 18-6-1 | Robert Whittaker         | Decisione (unanime)                        | UFC Fight Night: Gane vs. Tuivasa            | 3 settembre 2022 | 3     | 5:00  | Parigi, Francia            | Ritorno nei pesi medi. |
| Vittoria  | 18-5-1 | Paulo Costa              | Decisione (unanime)                        | UFC Fight Night: Costa vs. Vettori           | 23 ottobre 2021  | 5     | 5:00  | Las Vegas, Stati Uniti     | Debutto nei pesi mediomassimi (205 libbre) poiché Costa mancò il peso nei medi. Performance of the Night.                     |
| Sconfitta | 17-5-1 | Israel Adesanya          | Decisione (unanime)                        | UFC 263: Adesanya vs. Vettori 2              | 12 giugno 2021   | 5     | 5:00  | Glendale, Stati Uniti      | Per il titolo dei pesi medi UFC.                                                                                              |
| Vittoria  | 17-4-1 | Kevin Holland            | Decisione (unanime)                        | UFC on ABC: Vettori vs. Holland              | 10 aprile 2021   | 5     | 5:00  | Las Vegas, Stati Uniti     | |
| Vittoria  | 16-4-1 | Jack Hermansson          | Decisione (unanime)                        | UFC on ESPN: Hermansson vs. Vettori          | 5 dicembre 2020  | 5     | 5:00  | Las Vegas, Stati Uniti     | Fight of the Night. |
| Vittoria  | 15-4-1 | Karl Roberson            | Sottomissione (rear naked choke)           | UFC on ESPN: Eye vs. Calvillo                | 13 giugno 2020   | 1     | 4:17  | Las Vegas, Stati Uniti     | Incontro catchweight (190.5 libbre) poiché Roberson mancò il peso. Performance of the Night.                                  |
| Vittoria  | 14-4-1 | Andrew Sanchez           | Decisione (unanime)                        | UFC Fight Night: Joanna vs. Waterson         | 12 ottobre 2019  | 3     | 5:00  | Tampa, Stati Uniti         | |
| Vittoria  | 13-4-1 | Cézar Ferreira           | Decisione (unanime)                        | UFC Fight Night: de Randamie vs. Ladd        | 14 luglio 2019   | 3     | 5:00  | Sacramento, Stati Uniti    | |
| Sconfitta | 12-4-1 | Israel Adesanya          | Decisione (non unanime)                    | UFC on Fox: Poirier vs. Gaethje              | 14 aprile 2018   | 3     | 5:00  | Glendale, Stati Uniti      | |
| Pareggio  | 12-3-1 | Omari Akhmedov           | Decisione (maggioranza)                    | UFC 219: Cyborg vs. Holm                     | 30 dicembre 2017 | 3     | 5:00  | Paradise, Stati Uniti      | |
| Vittoria  | 12-3   | Vitor Miranda            | Decisione (unanime)                        | UFC Fight Night: Chiesa vs. Lee              | 25 giugno 2017   | 3     | 5:00  | Oklahoma City, Stati Uniti | |
| Sconfitta | 11-3   | Antônio Carlos Júnior    | Decisione (unanime)                        | UFC 207: Nunes vs. Rousey                    | 30 dicembre 2016 | 3     | 5:00  | Las Vegas, Stati Uniti     | |
| Vittoria  | 11-2   | Alberto Uda              | Sottomissione (ghigliottina)               | UFC 202: Diaz vs. McGregor 2                 | 20 agosto 2016   | 1     | 4:30  | Las Vegas, Stati Uniti     | Debutto in UFC. |
| Vittoria  | 10-2   | Igor Araújo              | Sottomissione (ghigliottina)               | Venator FC 3: Palhares vs. Meek              | 21 maggio 2016   | 1     | 1:13  | Milano, Italia             | Debutto nei pesi medi. |
| Vittoria  | 9-2    | Jack Mason               | KO (ginocchiata e pugni)                   | Venator FC 2: Schiavolin vs. Barnatt         | 12 dicembre 2015 | 1     | 1:46  | Rimini, Italia             | Originariamente per la difesa del titolo dei pesi welter Venator FC; Vettori mancò il peso perdendo il titolo (176.1 libbre). |
| Vittoria  | 8-2    | Daniele Scatizzi         | Decisione (unanime)                        | Venator FC: Guerrieri Italiani Finals        | 30 maggio 2015   | 3     | 5:00  | Bologna, Italia            | Vince il titolo dei pesi welter Venator FC.                                                                                   |
| Vittoria  | 7-2    | Giorgio Pietrini         | Sottomissione (ghigliottina)               | Venator FC: Guerrieri Italiani Semifinals    | 29 marzo 2015    | 1     | 2:18  | Bologna, Italia            | Eliminatorie per il titolo dei pesi welter Venator FC.                                                                        |
| Vittoria  | 6-2    | Anderson da Silva Santos | KO Tecnico (pugni e gomitate)              | Venator FC: Guerrieri Italiani Quarterfinals | 25 gennaio 2015  | 1     | 1:07  | Bologna, Italia            | Eliminatorie per il titolo dei pesi welter Venator FC.                                                                        |
| Sconfitta | 5-2    | Bill Beaumont            | Decisione (unanime)                        | Ultimate Challenge MMA 40                    | 6 settembre 2014 | 3     | 5:00  | Londra, Regno Unito        | Per il titolo vacante dei pesi welter Ultimate Challenge MMA.                                                                 |
| Vittoria  | 5-1    | Giorgio Pietrini         | Sottomissione (americana al piede)         | Impera FC 3: Caruso vs. Spallitta            | 13 giugno 2014   | 1     | 1:34  | Roma, Italia               | |
| Vittoria  | 4-1    | Radovan Úškrt            | Sottomissione (strangolamento a triangolo) | Only Men Stuff - European MMA League 1       | 8 febbraio 2014  | 1     | 1:49  | Zagabria, Croazia          | |
| Vittoria  | 3-1    | Luca Ronchetti           | Sottomissione (rear naked choke)           | Impera FC 2: Minonzio vs. Milani             | 14 dicembre 2013 | 1     | 4:07  | Roma, Italia               | |
| Vittoria  | 2-1    | Matt Robinson            | Sottomissione (rear naked choke)           | Ultimate Challenge MMA 37                    | 30 novembre 2013 | 1     | 4:07  | Londra, Regno Unito        | |
| Vittoria  | 1-1    | Tom Richards             | Sottomissione (rear naked choke)           | Ultimate Challenge MMA 35                    | 3 agosto 2013    | 1     | 1:31  | Londra, Regno Unito        | |
| Sconfitta | 0-1    | Alessandro Grandis       | Decisione (unanime)                        | New Generation Tournament 6: Para Bellum     | 21 luglio 2012   | 2     | 5:00  | Monza, Italia              | Debutto da professionista. |

## Controversie
- Il 24 marzo 2023 Vettori ha preso parte ad una rissa nel corso di un evento pugilistico a Milano, nel quale era presente come ospite.[50][51]